# Joel Dexter
Joel Dexter, es un personaje ficticio de la serie de televisión británica Hollyoaks, interpretado por el actor Rory Douglas-Speed desde el 2016 hasta ahora.
Anteriormente el personaje de Joel fue interpretado por el actor Andrew Still del 22 de noviembre de 2011, hasta que el 9 de enero de 2013.

## Biografía
Joel llega a Hollyoaks para trabajar como DJ en el Chez Chez, durante su primera noche en el trabajo conoce a Maddison Morrison y pasa tiempo con ella, más tarde esa noche la invita a salir del club creyendo que Maddie se acostaría con él pero cuando intenta besarla Maddison lo golpea y Joel la acusa de jugar con él, más tarde Joel se enfrenta a Callum Kane cuando este lo critica por como trata a Maddie. Poco después discute con Warren Fox cuando este cree que Brendan Brady lo mandó para espiarlo pero Joel le revela que es su hijo lo cual deja impactado a Warren. Theresa McQueen convence a Joel de darle tiempo a Warren para que aceptara la noticia y convence a Warren de realizarse un test de paternidad el cual más tarde revela que Joel es su hijo.
Joel y Warren deciden darse otra oportunidad para conocerse y Joel le revela a su padre que había pasado un tiempo en prisión juvenil para delincuentes luego de haber golpeado a su violento padrastro por abusar de su madre Meryl Flemming. Cuando Warren y su novia Mitzeee Miniver lo invitan a pasar unas vacaciones con ellos Joel acepta y comienza a llevarse bien con Warren. Sin embargo las cosas comienzan a salir mal cuando Joel ve a su padre ponerse algo agresivo con Mitzeee durante una discusión y le dice que no va a permitir la violencia en contra de las mujeres por la experiencia con su padrastro.
Más tarde durante un enfrentamiento en donde Warren ataca a Mitzeee, Brendan intenta evitarlo y Joel le saca una pistola para evitar que lastime a su padre, Brendan logra calmarlo y ambos impiten que Warren lastime a Mitzeee ese mismo día Warren es arrestado por haber matado a su ex-prometida Louise Summers. Joel intenta reconfortar a Mitzee y cuando Brendan no le agradece su ayuda Joel decide que es mejor que se vaya, antes de irse visita a Theresa quien le dice que debería quedarse. Cuando Joel regresa y revela que su padre le había dejado el club inmediatamente Brenda intenta comprárselo pero Joel le dice que es muy poco y Mitzeee decide ayudar a Brendan a deshacerse de Joel.
Poco después Joel y Theresa van a una cita lo que ocasiona que su exnovio Will Savage se ponga celoso, pero cuando Joel golpea a Will, Theresa molesta le dice que no quería saber nada más de él. Brendan invita a Joel a mudarse con él en un esfuerzo por convertirse en su amigo, poco después Joel los avances de rechaza a Lacey Kane y le dice que no le interesa porque es muy joven, sin embargo Lacey miente y le dice a su hermano Callum que Joel intentó besarla lo que ocasiona que ambos peleen.
Más tarde Joel intenta impresionar a Brendan haciendo trabajos ilegales por lo que Brendan contrata a Dave para que golpee a Joel durante un trabajo para probarlo. Cuando Joel intenta involucrarse más en el negocio ilegal decide empezar un club nocturno de peleas y Bart McQueen lo ayuda pero cuando Bart invita a varios de sus amigos menores de edad, cuando Joel ve a Callum besando a Theresa lo golpea y el negocio se arruina, Joel culpa a Bart de lo sucedido y lo obliga a cultivar cannabis.
Poco después Brendan le dice que ya no puede confiar en él, pero cuando el amigo de Brendan, Simon Walker decide no hacer un trabajo ilegal Joel decide hacerlo, mientras va al lugar Joel se da cuenta de que es una trampa y cuando intenta escapar es apuñalado, Joel es llevado al hospital donde se recupera y Brendan le pide disculpas por haberlo puesto en peligro. Poco después Joel es secuestrado por Sampson quien le amarra las manos y le pone una granada, Brendan y Walker logran salvarlo pero luego los tres se dan cuenta de que Sampson solo usó a Joel como distracción para que él pudiera vandalizar el Chez Chez.